# Ana Seiça
Ana Rita da Silva Seiça (* 25. März 2001 in Coimbra) ist eine portugiesische Fußballspielerin.

## Karriere

### Vereine
In ihrer Jugend spielte sie bis 2010 für ADCR Pereira, danach schloss sie sich bis 2012 Juv. Dr Arzila an. Worauf dann eine Zeit bis 2015 bei AR Casaense anschloss. Bis 2017 war sie dann bei Académica Coimbra und ihr erster Klub im Erwachsenenbereich war dann Clube Condeixa, wo sie nach der Jugend bis zum Ende der Spielzeit 2018/19 aktiv war. In der Folgesaison schloss sie sich Benfica Lissabon an, mit dem Verein sie im Jahr 2021 ihre Vertragslaufzeit bis zum Saisonende 2023/24 verlängerte.

### Nationalmannschaft
Mit der U17-Nationalmannschaft nahm sie an der Qualifikation für die Europameisterschaft 2017 teil, verpasste mit ihrem Team jedoch die Teilnahme an der Endrunde. Im weiteren Verlauf nahm sie mit der U19-Nationalmannschft an der Qualifikation für die Europameisterschaft 2020 teil. Noch vor dem Start der Eliterunde, wurde das Turnier allerdings aufgrund der COVID-19-Pandemie abgesagt.
Mit der A-Nationalmannschaft nahm sie am Turnier um den Algarve-Cup 2022 teil, erhielt hier aber noch keinen Einsatz. Ihr erster bekannter Einsatz war dann erst ein 5:0-Sieg im Freundschaftsspiel gegen die Nationalmannschaft Neuseelands am 17. Februar 2023. Im selben Jahr folgten dann noch ein paar weitere Einsätze in Freundschaftsspielen.
Am 30. Mai 2023 gehörte sie dem Kader für die WM 2023 an. Ihr Turnierdebüt gab sie am 27. Juli in Hamilton im zweiten Spiel der Gruppe E beim 2:0-Sieg über die Nationalmannschaft Vietnams; sie gehörte der Startelf an, bevor sie für Sílvia Rebelo in der 90. Minute ausgewechselt wurde.
In der Qualifikation für die EM 2025 wurde sie in den sechs Gruppenspielen und den vier Play-off-Spielen eingesetzt, in denen sich die Portugiesinnen für die EM-Endrunde qualifizierten. Am 24. Juni 2025 wurde sie für die EM-Endrunde 2025 nominiert. Sie  wurde nur im ersten Gruppenspiel zur zweiten Halbzeit bei der 0:5-Niederlage gegen Weltmeister Spanien eingewechselt. Nach einem Remis gegen Italien und einer weiteren Niederlage gegen Belgien schieden die Portugiesinnen aus.

## Erfolge
- Portugiesische Meisterschaft 2021, 2022, 2023
- Portugiesischer Ligapokal 2020, 2021, 2023, 2024
- Portugiesischer Supercup 2022